# Matka s dítětem (Otto Sukup)
Matka s dítětem je skulptura vytvořená akademickým sochařem Otto Sukupem. Dílo je umístěné v exteriéru na trávníku v malém parku u tramvajové a autobusové zastávky Vozovna Poruba (ulice Opavská) v Ostravě-Porubě v Moravskoslezském kraji.

## Vznik a popis díla
Matka s dítětem byla vytvořena z rumunského vápence v letech 1962 (výběr v soutěži) až 1964, avšak vzhledem ke změně plánovaného umístění, byla instalována až v roce 1966. Při konečných úpravách sochy na díle spolupracoval také Jan Václav Straka.
Dílo se skládá ze soklu na kterém je umístěno modernistické sousoší sedící matky zvedající své dítě nad hlavu v nadživotní velikosti. Matka se dívá na své dítě, přidržuje jej levou rukou a dítě se dívá do dálky a zvedá pravou ruku. Sousoší působí radostně a dojmem zachycení pohybu. Sousoší lze také chápat jako novodobou madonu (Marii s malým Ježíšem). Výška sochy je 2,25 m.

## Galerie

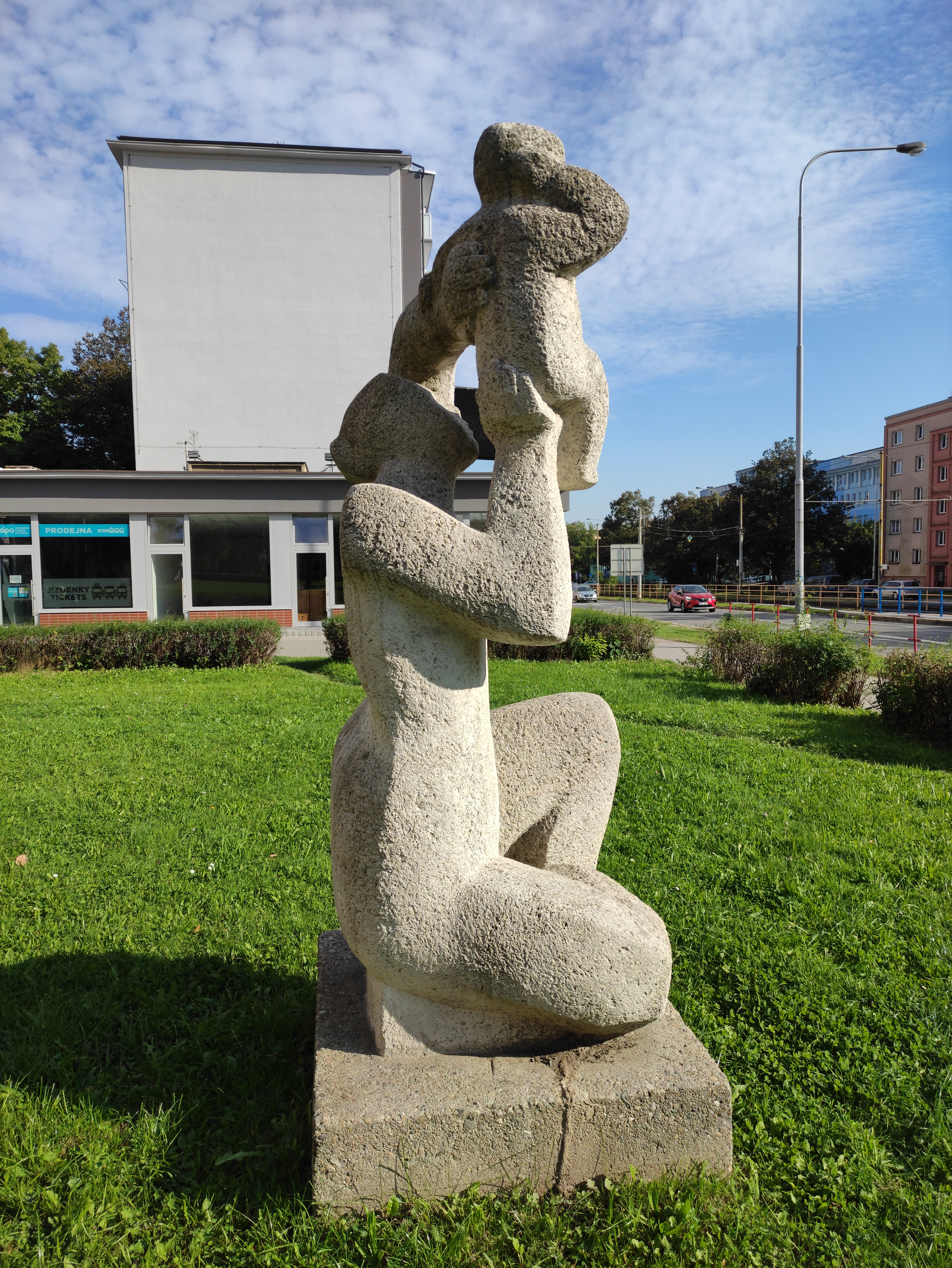